# Alain Libolt
Ne doit pas être confondu avec Alain Doutey.
Alain Libolt est un acteur français né le 20 août 1943 à Saint-Jean-de-Maurienne.

## Biographie
Alain Libolt a commencé sa carrière cinématographique dans Le Grand Meaulnes (1967). L'un de ses rôles les plus marquants, quoique court et quasi-muet, figure dans L'Armée des ombres (1969), où il campe un jeune traître étranglé par les résistants. Il a par ailleurs été l'un des héros du feuilleton Noële aux quatre vents.

## Filmographie

### Cinéma
- 1967 : Le Grand Meaulnes de Jean-Gabriel Albicocco François Seurel
- 1969 : L'Armée des ombres de Jean-Pierre Melville : Paul Dounat
- 1970 : La Maison de Gérard Brach : Étienne
- 1971 : Out 1 : Noli me tangere de Jacques Rivette : Renaud
- 1996 : Bernie d'Albert Dupontel : Maître Clermont
- 1997 : Conte d'automne d'Éric Rohmer : Gérald
- 2000 : L'Anglaise et le Duc d'Éric Rohmer : le duc de Biron
- 2003 : Petites Coupures de Pascal Bonitzer
- 2006 : Le Pressentiment de Jean-Pierre Darroussin : Édouard Bénesteau
- 2006 : Home de Patric Chiha : Fouad
- 2007 : La Vie d'artiste de Marc Fitoussi
- 2008 : Versailles de Pierre Schöller
- 2009 : Domaine de Patric Chiha : Samir
- 2012 : Elles de Małgorzata Szumowska : le mari de Colette
- 2012 : Pauline détective de Marc Fitoussi : le psy
- 2015 : Peur de rien de Danielle Arbid : M. Lemernier
- 2017 : K.O. de Fabrice Gobert : Langlois
- 2019 : L'Ordre des médecins de David Roux : Sylvain Chaykine
- 2019 : La Vérité de Kore-Eda Hirokazu : Luc
- 2024 : Madame de Sévigné d'Isabelle Brocard : Le cardinal de Retz
- 2024 : Le Dernier Souffle de Costa-Gavras : M. Broquet

### Télévision
- 1970 : Noële aux quatre vents d'Henri Colpi : Ugo Lukasz
- 1980 : Patricia d'Emmanuel Fonlladosa
- 1982 : L'Enfant et les Magiciens de Philippe Arnal
- 1982 : Pleine lune de Jean-Pierre Richard
- 1987 : Le Gerfaut : Job Kernoa
- 1987 : Les Cinq Dernières Minutes, épisode Mécomptes d'auteurs de Roger Pigaut
- 1989 : La Comtesse de Charny de Marion Sarraut : le docteur Louis
- 1991 : L'inspiration perdue (Intrigues) d'Emmanuel Fonlladosa
- 2000 : Julie Lescaut (TV), épisode 4 saison 9, L'inconnue de la nationale de Daniel Janneau : Pierre Dargentière
- 2009 : Reporters - Kaplan
- 2011 : V comme Vian de Philippe Le Guay : Jean-Paul Sartre
- 2011 : La Joie de vivre de Jean-Pierre Améris le docteur Cazenove
- 2011 : E-Love d'Anne Villacèque : Atypic 44
- 2012 : Climats - Les Orages de la passion de Caroline Huppert : Monsieur Malet
- 2013 : La Dernière Campagne de Bernard Stora : Georges Kiejman

## Théâtre
- 1966 : L'Été de Romain Weingarten, mise en scène Jean-François Adam, Théâtre de Poche Montparnasse
- 1969 : Le Garrot de Josef Sandor, mise en scène Marc Cassot, Théâtre Gramont
- 1969 : Off limits d'Arthur Adamov, mise en scène Gabriel Garran, Théâtre de la Commune
- 1972 : Le Massacre à Paris de Christopher Marlowe, mise en scène Patrice Chéreau, TNP Villeurbanne
- 1973 : Toller de Tankred Dorst, mise en scène Patrice Chéreau, TNP Villeurbanne
- 1973 : La Dispute de Marivaux, mise en scène Patrice Chéreau, Théâtre de la Gaîté-Lyrique Festival d'automne à Paris
- 1974 : Toller de Tankred Dorst, mise en scène Patrice Chéreau, Théâtre national de l'Odéon
- 1976 : Gilles de Rais de Roger Planchon, mise en scène de l'auteur, TNP Villeurbanne
- 1977 : Gilles de Rais de Roger Planchon, mise en scène de l'auteur, Théâtre national de Chaillot
- 1984 : L'Ève future d'après Auguste Villiers de l'Isle-Adam, mise en scène Jean-Louis Jacopin, Festival d'Avignon
- 1984 : Été d'Edward Bond, mise en scène Michel Dubois, Comédie de Caen, Maison des arts et de la culture de Créteil
- 1984 : Terre étrangère d'Arthur Schnitzler, mise en scène Luc Bondy, Théâtre Nanterre-Amandiers
- 1985 : Au but de Thomas Bernhard, mise en scène Paul-Émile Deiber, Théâtre de Boulogne-Billancourt
- 1986 : La Vie de Clara Gazul de Danielle Vézolles et Alfredo Arias d’après Prosper Mérimée, mise en scène Alfredo Arias, Théâtre de la Commune
- 1987 : Titus Andronicus de William Shakespeare, mise en scène Michel Dubois, Comédie de Caen, Théâtre national de Chaillot
- 1987 : Conversations conjugales de Danièle Sallenave, mise en scène Jean-Louis Jacopin, Théâtre Ouvert
- 1988 : L'Étalon Or de Daniel Lemahieu, mise en scène Michel Dubois, Comédie de Caen, Théâtre Ouvert
- 1989 : Hamlet de William Shakespeare, mise en scène Patrice Chéreau, tournée européenne
- 1991 : Richard II de William Shakespeare, mise en scène Éric Sadin, Théâtre de l'Athénée-Louis-Jouvet
- 1994 : La Volupté de l'honneur de Luigi Pirandello, mise en scène Jean-Luc Boutté, Théâtre Hébertot, Théâtre de Nice
- 1995 : La Volupté de l'honneur de Luigi Pirandello, mise en scène Jean-Luc Boutté, Théâtre des Treize Vents, Théâtre de Bourg-en-Bresse, Théâtre des Célestins
- 1998 : Mesure pour mesure de William Shakespeare, mise en scène Claude Yersin, Nouveau théâtre d'Angers, Théâtre de l'Est parisien
- 1999 : Mais aussi autre chose de Christine Angot, mise en scène Alain Françon, Théâtre Ouvert
- 2000 : Le Courage de ma mère de George Tabori, mise en scène Claude Yersin, Nouveau théâtre d'Angers, Théâtre de l'Aquarium
- 2002 : Le Diable en partage de Fabrice Melquiot, mise en scène Emmanuel Demarcy-Mota, Théâtre de la Bastille, Comédie de Reims
- 2004 : Ma vie de chandelle de Fabrice Melquiot, mise en scène Emmanuel Demarcy-Mota, Comédie de Reims, Théâtre de la Ville
- 2004, 2006 : Rhinocéros d'Eugène Ionesco, mise en scène Emmanuel Demarcy-Mota, Théâtre de la Ville
- 2005 : Marcia Hesse de Fabrice Melquiot, mise en scène Emmanuel Demarcy-Mota, Comédie de Reims, Théâtre des Abbesses
- 2005 : La Version de Browning de Terence Rattigan, mise en scène Didier Bezace, Théâtre de la Commune, 2006, 2007 : tournée
- 2006 : Filumena Marturano d'Eduardo De Filippo, mise en scène Gloria Paris, Théâtre de l'Athénée-Louis-Jouvet
- 2006 : Marcia Hesse de Fabrice Melquiot, mise en scène Emmanuel Demarcy-Mota, Théâtre de la Ville
- 2007 : Filumena Marturano d'Eduardo De Filippo, mise en scène Gloria Paris, tournée
- 2008 : L'Échange de Paul Claudel, Théâtre de la Place Liège, Théâtre national de la Colline
- 2009, 2010 : Casimir et Caroline d'Ödön von Horváth, mise en scène Emmanuel Demarcy-Mota, Théâtre de la Ville, tournée
- 2011 : Le Long Voyage vers la nuit de Eugène O'Neill, mise en scène Célie Pauthe, Théâtre national de la Colline, Comédie de Reims, La Criée
- 2011: Je disparais d'Arne Lygre, mise en scène Stéphane Braunschweig, Théâtre national de la Colline
- 2016 : Six personnages en quête d'auteur de Luigi Pirandello, mise en scène Emmanuel Demarcy-Mota, Théâtre de la Ville

## Distinctions
- Prix du Syndicat de la critique 2005 : meilleur comédien pour La Version de Browning
- Molières 2005 : nomination au Molière du comédien pour La Version de Browning